# Taşoluk, Kuyucak
Taşoluk là một xã thuộc huyện Kuyucak, tỉnh Aydın, Thổ Nhĩ Kỳ. Dân số thời điểm năm 2010 là 510 người.